# Arcadi Volodos
Arkadi Arkàdievitx Volodós, rus: Аркадий Аркадьевич Володо́сь, habitualment transcrit com a Arcadi Volodos (Sant Petersburg, 24 de febrer de 1972) és un pianista rus, reconegut per la seva gran tècnica virtuosística i especialment per les interpretacions de Serguei Rakhmàninov i Franz Liszt, i també per les seves transcripcions.
Va començar la seva formació musical estudiant cant, seguint l'exemple dels seus pares, que eren cantants. Més tard s'interessà en la direcció d'orquestra mentre va ser estudiant a l'Escola Capella Glinka i al Conservatori de Sant Petersburg. Tot i que havia tocat el piano des de l'edat de vuit anys, no va dedicar-se a un estudi seriós de l'instrument fins al 1987. La seva formació pianística formal va tenir lloc al Conservatori de Moscou amb Galina Eguiazarova. Volodos també va estudiar al Conservatori de París amb Jacques Rouvier. Finalment va estudiar a Madrid, a l'Escola Superior de Música Reina Sofía amb Dimitri Baixkirov. Actualment viu a Espanya.